# Ernest Esclangon
Ernest Benjamin Esclangon (n. 17 martie 1876, Mison, Provence-Alpes-Côte d'Azur, Franța – d. 28 ianuarie 1954, Eyrenville⁠(d), Aquitaine, Franța) a fost un astronom și matematician francez.
A fost profesor la Sorbona, sub a cărui președinție și-a susținut teza de doctorat Constantin Drâmbă.
S-a ocupat cu studiul funcțiilor cvasiperiodice și stabilirea condițiilor pe care trebuie să le îndeplinească un corp mobil lansat de pe Pământ pentru a deveni satelit al acestuia.
A fost director al Observatorului din Paris între 1929 și 1944.
În onoarea sa, a fost denumit asteroidul 1509 Esclangona, descoperit de astronomul francez André Patry, la 21 decembrie 1938, la Observatorul din Nisa.